# MBC 드라마 페스티벌
《드라마 페스티벌》은 2013년 10월 2일부터 2014년 12월 7일까지 방송되었던 단막극 프로그램이다.

## 방송 시간
| 시즌 | 방송 기간                           | 방송 시간                |
| ---- | ----------------------------------- | ------------------------ |
| 1기  | 2013년 10월 2일 ~ 2013년 10월 3일   | 수요일 ~ 목요일 밤 10시  |
| 1기  | 2013년 10월 17일                    | 목요일 밤 11시 20분      |
| 1기  | 2013년 10월 24일 ~ 2013년 12월 12일 | 매주 목요일 밤 11시 15분 |
| 2기  | 2014년 9월 4일                      | 매주 목요일 밤 11시 15분 |
| 2기  | 2014년 9월 8일                      | 월요일 아침 9시 40분     |
| 2기  | 2014년 10월 19일 ~ 2014년 12월 7일  | 매주 일요일 밤 12시 5분  |

## 작품 리스트

### 2013년 1기
기획 김진민 / 프로듀서 김성욱 김재복
| 회차 | 방영일    | 부제                          | 출연자                                                         | 각본          | 연출   | 시청률 | 비고 |
| ---- | --------- | ----------------------------- | -------------------------------------------------------------- | ------------- | ------ | ------ | ---- |
| 1화  | 10월 2일  | 햇빛 노인정의 기막힌 장례식   | 백일섭, 이호재, 안해숙, 박혁권, 안병경                         | 노해윤        | 이성준 | 6.1%   |      |
| 2화  | 10월 3일  | 불온                          | 강하늘, 정윤석, 양진우, 손병호, 진태현, 서현진                 | 정해리 문수정 | 정대윤 | 4.5%   |      |
| 3화  | 10월 17일 | 소년, 소녀를 다시 만나다      | 김태훈, 최정윤, 노태엽, 이열음, 김한                           | 이지영        | 정지인 | 2.5%   |      |
| 4화  | 10월 24일 | 잠자는 숲속의 마녀            | 황우슬혜, 박서준, 최우석, 정수영                               | 오혜란        | 이재진 | 3.1%   |      |
| 5화  | 10월 31일 | 상놈탈출기                    | 박기웅, 서동원, 김용건, 이엘, 김형범, 조우진, 여지             | 류문상        | 오현종 | 4.3%   |      |
| 6화  | 11월 7일  | 아프리카에서 살아남는 법      | 유선, 채빈, 윤소희, 정연주, 윤지원, 문세윤, 허정규             | 김현경        | 김호영 | 2.7%   |      |
| 7화  | 11월 14일 | 수사부반장 - 왕조현을 지켜라! | 최우식, 한보름, 김희정, 정만식, 전노민, 강태오, 황금별, 이두경 | 이현주        | 권성창 | 3.2%   |      |
| 8화  | 11월 28일 | 이상 그 이상                  | 조승우, 박하선, 정경호, 한상진, 조민기, 인교진, 김하은, 최리호 | 김이영        | 최정규 | 2.4%   |      |
| 9화  | 12월 5일  | 하늘재 살인사건               | 문소리, 서강준, 신동미, 이세영                                 | 박은미        | 최준배 | 3.0%   |      |
| 10화 | 12월 12일 | 나 엄마 아빠 할머니 안나      | 서지혜, 전진서, 박해수, 정영숙, 양진성, 남보라, 이상엽, 신다은 | 현라회        | 최병길 | 2.3%   |      |

### 2014년 2기
| 회차 | 방영일    | 부제           | 출연자 | 각본   | 연출   | 시청률 | 비고  |
| ---- | --------- | -------------- | --- | ------ | ------ | ------ | ----- |
| 1화  | 9월 4일   | 터닝 포인트    | 이종혁, 신다은, 김재경, 임지규, 이순재, 정준영 | 고정원 | 박원국 | 2.6%   | [ 2 ] |
| 2화  | 9월 8일   | 내 인생의 혹   | 변희봉, 갈소원, 강혜정, 송옥숙, 김에스더 | 임상춘 | 정지인 | 4.7%   | [ 3 ] |
| 3화  | 10월 19일 | 포틴(4teen)    | 천보근, 성유빈, 윤석현, 홍요셉, 황정원, 유인영, 차태현, 김재욱, 윤주상, 나르샤 | 이도열 | 이윤정 | 2.6%   | [ 4 ] |
| 3화  | 10월 26일 | 포틴(4teen)    | 천보근, 성유빈, 윤석현, 홍요셉, 황정원, 유인영, 차태현, 김재욱, 윤주상, 나르샤 | 이도열 | 이윤정 | 1.7%   | [ 4 ] |
| 4화  | 11월 2일  | 형영당 일기    | 임주환, 이원근, 손은서, 이재윤, 안내상, 조지환, 이희진 | 오보현 | 이재진 | 2.5%   |       |
| 5화  | 11월 9일  | 오래된 안녕    | 장혁, 장나라, 고두심, 임형준 | 민지은 | 김희원 | 2.6%   |       |
| 6화  | 11월 16일 | 하우스, 메이트 | 윤현민, 남규리, 고보결, 정경호, 최대철, 안길강, 김준배, 이재이, 유순웅, 고우림, 구은영, 유환웅                                                                                          | 최영인 | 김성욱 | 3.0%   |       |
| 7화  | 11월 23일 | 기타와 핫팬츠  | 한승연, 김다현, 김영훈, 장원영, 정은혜, 정지순, 한가림, 최민, 유환웅, 박재정, 권용현, 문성필, 한상현, 박원호, 송준섭, 이효주, 정호, 이은석, 밴드 황정민, 밍스 특별출연 : 이유리, 오종혁 | 류문상 | 박상훈 | 2.1%   |       |
| 8화  | 11월 30일 | 원녀일기       | 김슬기, 서이안, 채수빈, 오상진, 윤진욱, 손진영, 이한위, 이희도, 견미리, 전수경, 양진성, 정준호, 김양우                                                                                  | 김지원 | 김지현 | 2.9%   |       |
| 9화  | 12월 7일  | 가봉           | 서예지, 허정도, 박정수, 정호근, 조상기, 김선영, 윤복인, 이지현, 변은영, 유환웅, 유경훈, 박시진                                                                                          | 문수정 | 장준호 | 2.6%   |       |

## 같이 보기
| - KBS 문예극장 - KBS TV 문학관 - KBS 드라마 초대석 - KBS 논픽션 드라마 - KBS TV 문예극장 - KBS 신 TV 문학관 - KBS HDTV 문학관 - KBS 드라마게임 - KBS 드라마 스페셜 (구) - KBS 테마 드라마 - KBS 금요극장 - KBS 일요베스트 - KBS 드라마시티 - KBS 드라마 스페셜 (신) - KBS 드라마 스페셜 연작 시리즈 - KBS 웹드라마 스페셜 - KBS 청소년문학관 - KBS 가요드라마 | - MBC 베스트셀러극장 - MBC 금요극장 - MBC TV 피처 - MBC 베스트극장 - MBC 일요 드라마 극장 - MBC 드라마 페스티벌 - SBS 여성극장 - SBS 70분드라마 - SBS 오픈드라마 남과여 - JTBC 드라마페스타 - tvN 드라마 스테이지 - tvN 드라마 O'PENing |